# 마은혁
마은혁(馬恩赫, 1963년 9월 7일~)은 대한민국의 판사 출신 법조인으로, 현직 헌법재판소 재판관(2025. 4. 9.~)이다.

## 생애
1963년 강원 고성 거진읍에서 태어나 서울사대부고를 졸업하고 1981년 서울대학교 정치학과에 입학했다. 서울대를 졸업하고 군복무를 마친 뒤 노동 운동가로 활동하였으며, 1987년 인천 부평에서 출범한 '인천지역민주노동자연맹'(인민노련)이라는 조직에 몸을 담았다. 1997년에는 사법시험에 합격하여 사법연수원을 29기로 수료한 뒤 대구지방법원 판사로 임용되었고, 그 후 계속 판사로 근무하였다.
그는 판사로 근무하며 2009년 제18대 국회에서 민주당과 민주노동당이 미디어 관련법 처리에 반대하며 국회의사당 일부를 점거한 '로텐더홀 농성 사건'에서, 민주당과 달리 끝까지 로텐더홀 점거를 해제하지 않은 민주노동당 당직자들을 퇴거불응죄로 서울남부지방법원에 약식기소한 사건의 1심 재판을 맡아 공소기각 판결을 내려 유명해졌다. 그가 공소기각 판결을 내린 이유는 민주노동당 당직자들에게만 이루어진 차별적 기소이므로 공소권 남용이라는 취지였지만, 훗날 2심 법원과 대법원은 이를 받아들이지 않고 파기하였다. 당시 그가 판사 신분으로 노회찬 의원의 후원회에 참석하여 후원금을 낸 사실이 보도되며 해당 판결을 둘러싼 논란이 더욱 거세어졌으나, 대법원은 그와 노회찬 의원 사이에 실제로 개인적인 친분관계가 있었다는 소명을 받아들여 징계 없이 서울남부지방법원장의 구두경고로 사안을 마무리하였다. 이 사태는 그가 진보성향의 법관 단체 우리법연구회 소속이라는 점으로도 불똥이 튄 끝에, 결국 우리법연구회가 회원 명단을 전부 공개하는 결과로까지 이어지기도 하였다.
그는 국회에서 선출하는 헌법재판소 재판관 후보 중 더불어민주당 몫으로 2024년 11월부터 유력하게 검토되었으며, 2024년 12월 26일에 국회에서 조한창, 정계선 후보자와 함께 선출안이 가결되었다. 그러나 12.3 비상계엄으로 국회에서 탄핵된 윤석열 대통령에 이어 한덕수 권한대행까지 탄핵되며 재판관 임명권한을 넘겨받게 된 당시 최상목 대통령 권한대행은 국회 몫 재판관 임명에서의 여야합의 관행을 이유로 조한창 및 정계선 후보자만을 임명한 채 그를 임명하지 않았다. 대통령 권한대행이 국회의 헌법재판소 구성권을 침해한 것으로 결론지어진 이 사태로 인해 오랜 기간 헌법재판소에 합류하지 못한 채 후보자로 머물렀던 그는, 2025년 3월에 탄핵이 기각되며 돌아온 한덕수 대통령 권한대행에 의해 2025년 4월 8일에 헌법재판소 재판관으로 임명되어 9일부터 임기를 시작하게 되었다.

### 내용주
1. ↑  노회찬 전 정의당 의원, 송영길 전 더불어민주당 대표 등이 참여했던 조직으로서, 1991년 대법원에서 국가보안법을 위반한 이적단체로 판단 받은 것(대법원 1991. 2. 8. 선고 90도2607 판결[4])으로 유명하다.[5] 다만 대법원 판결에도 불구하고 그 성질에 대해서는 여러 다른 평가가 공존하고 있다. 예를 들어 동아일보는 인민노련의 취지가 마르크스-레닌주의를 기조로 남한에서 사회 변혁을 이루는 것이었다는 조승수 전 통합진보당 의원의 발언을 보도하면서, 인민노련을 "사회주의 지하 혁명조직"이라 평가하고 있다.[6] 반면 한겨레는 1991년 마르크스-레닌주의와의 결별을 추구하며 출범한 것으로 한국 진보정당 역사에서 유명한 '한국사회주의노동당 창당준비위원회'에 인민노련이 참여하였음을 언급하면서, 인민노련은 초기의 짧은 시기를 제외하면 사회주의 지하당과는 거리가 먼 현장 중심의 "실사구시적 노동자 정치조직"이었다고 평가하고 있다.[7]
2. ↑  최상목 대통령 권한대행이 국회 선출 재판관 후보자 중 마은혁 후보자를 임명하지 않은 행위(부작위)가 국회의 헌법재판소 구성권을 침해했다고 2025년 2월에 헌법재판소가 결론 내린 권한쟁의심판 사건(헌법재판소 전원재판부 2025. 2. 27. 선고 2025헌라1[16])이다.[17]